# La Torre de Babel
|  | Aquest article tracta sobre el periòdic satíric reusenc. Vegeu-ne altres significats a «Torre de Babel». |

La Torre de Babel va ser un periòdic satíric reusenc en castellà que va sortir el 1870, del qual només va sortir un únic número. El subtítol deia «periódico defensor de la situación presente de España, como en su día lo será de toda la récua de las situaciones futuras».

## Història
La Torre de Babel, segons els seus redactors, és l'expressió simbòlica per a poder pujar al punt més alt, que «no era tal cielo; quería significar la gloria del presupuesto». A continuació compara la situació de la Torre i l'estat espanyol: «La confusión de estrañas lenguas, la obra a medio hacer, la coalición descoyuntada, ¿qué era sinó el anuncio de la España con honra?». Al mateix article s'estableix la comparança entre la Torre de Babel i la Revolució de Setembre: «Lo de la Torre de Babel era una figura retórica, que anunciaba la revolución de Setiembre. Nemerth el cazador, gefe de aquella coalición babélica era un mito, un símbolo, una personificación de los cazadores de los montes de Toledo». Marc Ferran, que ha estudiat la premsa satírica reusenca, indica que es refereix al general Prim.
La Torre de Babel se situa en una línia ideològica conservadora. Es desmarca però d'altres publicacions de la mateixa ideologia, com El Canta claro i El Enano de la Venta, creats i dirigits pel polític monàrquic Marià Pons. Ataca principalment Prim i el seu govern, sobretot la seva política i a Figuerola, Ministre d'Hisenda. I també als carlins, cosa que l'apropa a la tendència alfonsina. El seu editor, propietari i impressor era Gaietà Sabater, impressor també (i proper ideològicament) del Diari de Reus, portaveu dels conservadors locals.
L'únic número que va parèixer era imprès en format foli i amb vuit pàgines, i va sortir el 5 de juliol del 1870. Tenia una capçalera dibuixada, amb la bíblica Torre de Babel, sobre la qual, rodejada de núvols, hi ha un sol amb el nom imprès de «presupuesto». Es veuen també grups de militars i personatges vestits amb faixa i barretina en diverses situacions. S'imprimia a la impremta de Gaietà Sabater. Segons el periodista i historiador reusenc Gras i Elies es publicava els diumenges. Se'n conserva un exemplar a la Biblioteca Central Xavier Amorós de Reus.